# Sirfou
Sirfou est une localité du Burkina Faso située dans le département de Ouindigui, la province du Loroum et la région du Nord.

## Démographie
Lors du recensement de 2006, on y a dénombré 1 349 habitants. 

## Économie
Sirfou a été équipé, en 2016 par l'ONG Fondation Énergies pour le Monde, d'une petite centrale photovoltaïque produisant 11 kWc pour environ 180 clients.

## Santé et éducation
En 2016-2017, la localité possède une école primaire publique.